# Strahinja Milošević
Strahinja Milošević (in serbo Страхиња Милошевић?; Novi Sad, 25 settembre 1985) è un ex cestista serbo.

## Palmarès
- Campionato serbo: 3

Partizan Belgrado: 2007-08, 2008-09, 2009-10
- Campionato ungherese: 2

Szolnoki Olaj: 2017-18
Falco Szombathely: 2020-21
- Coppa di Serbia: 3

Partizan Belgrado: 2008, 2009, 2010
- Coppa d'Ungheria: 4

Szolnoki Olaj: 2014, 2015, 2018
Falco Szombathely: 2021
- Lega Adriatica: 3

Partizan Belgrado: 2007-08, 2008-09, 2009-10